# Amaurobioides piscator
Amaurobioides piscator là một loài nhện trong họ Anyphaenidae.
Loài này thuộc chi Amaurobioides. Amaurobioides piscator được Henry Roughton Hogg miêu tả năm 1909.